# Klawock
Klawock est une localité d'Alaska aux États-Unis dans la région de recensement de Prince of Wales - Outer Ketchikan dont la population était de 813 habitants en 2011.

## Géographie

### Situation
Klawock est située sur la côte ouest de l'île du Prince-de-Galles sur le golfe Klawock, le long de l'île Klawock, à 11 km par la route au nord de Craig, 39 km de Hollis et 90 km par voie aérienne de Ketchikan.

### Démographie
| 1880 | 1890 | 1900 | 1910 | 1920 | 1930 | 1940 | 1950 |
| ---- | ---- | ---- | ---- | ---- | ---- | ---- | ---- |
| 27   | 287  | 131  | 241  | 19   | 437  | 455  | 404  |

| 1960 | 1970 | 1980 | 1990 | 2000 | 2010 | - | - |
| ---- | ---- | ---- | ---- | ---- | ---- | - | - |
| 251  | 213  | 318  | 722  | 854  | 755  | - | - |

### Climat
Les températures vont de 0 °C à 6 °C en janvier et de 9 °C à 17 °C en juillet.
| Mois                                  | jan.     | fév.     | mars     | avril    | mai     | juin    | jui.    | août    | sep.    | oct.     | nov.     | déc.     | année    |
| ------------------------------------- | -------- | -------- | -------- | -------- | ------- | ------- | ------- | ------- | ------- | -------- | -------- | -------- | -------- |
| Température minimale moyenne (°C)     | −0,5     | −0,9     | −0,3     | 1,8      | 5,1     | 8       | 10,3    | 10,3    | 8,2     | 4,3      | 1,3      | −0,3     | 3,9      |
| Température moyenne (°C)              | 1,8      | 2,2      | 3,2      | 6,1      | 9,4     | 11,9    | 13,8    | 14,2    | 11,8    | 7,6      | 3,8      | 2,1      | 7,3      |
| Température maximale moyenne (°C)     | 4,2      | 5,2      | 6,8      | 10,4     | 13,8    | 15,8    | 17,3    | 17,9    | 15,4    | 10,9     | 6,4      | 4,5      | 10,7     |
| Record de froid (°C) date du record   | −24 1998 | −23 1998 | −21 1998 | −12 1998 | −3 2003 | 1 2012  | 4 1997  | 3 2019  | −3 1997 | −17 1997 | −20 1997 | −19 1997 | −24 1998 |
| Record de chaleur (°C) date du record | 18 2018  | 14 2016  | 22 2016  | 27 2005  | 28 2016 | 33 2004 | 34 1997 | 29 2005 | 28 2017 | 19 2020  | 15 2010  | 19 2005  | 34 1997  |
| Précipitations (mm)                   | 219,7    | 160,8    | 173,2    | 140      | 104,1   | 86,6    | 108,5   | 172,5   | 272,3   | 313,2    | 258,3    | 256,5    | 2 265,7  |
| Nombre de jours avec précipitations   | 22,4     | 17,9     | 21,1     | 19,8     | 18,4    | 17,5    | 18,5    | 19,1    | 21,6    | 23,4     | 22,8     | 22,2     | 244,7    |

## Histoire
Les premiers habitants venaient de Tuxekan, un village Tlingit plus au nord et utilisaient Klawock comme camp de pêche l'été. La localité s'est appelée successivement Klawerak, Tlevak, Clevak, et Klawak.
L'histoire de Klawock est intimement liée à l'industrie de la pêche. La poste, et un établissement de salaison de saumons y ont été établis dès 1868. En 1878, la première conserverie de poisson en Alaska a été ouverte, dirigée par une firme de San Francisco. Elle travaillait avec des ouvriers chinois.
Une écloserie de saumons rouges a fonctionné sur le lac Klawock de 1897 à 1917. L'école a été construite dès 1929, et en 1934, le village reçut des fonds de l'Indian Reorganization Act afin de créer une conserverie locale, à la condition que l'alcool soit interdit sur le territoire.
En 1971, l'Alaska Timber Corporation construit une scierie, suivie de différents aménagements comme un port en eau douce sur l'île Klawock. L'état d'Alaksa construisit aussi une écloserie sur le lac, en 1978, près de l'ancien site.

## Économie locale
Elle dépend essentiellement de l'industrie du traitement du poisson, même si celle du bois tend à prendre de plus en plus d'importance. Toutefois, les habitants pratiquent encore une économie de subsistance à base de chasse et de pêche
Une piste d'aérodrome permet de rejoindre l'aéroport de Ketchikan, ou le ferry à Hollis. Des hydravions basés sur le lac permettent les déplacements, tandis que l'approvisionnement arrive par camions, ou par bateau, à partir du port de l'île Klawock.